# 赫曼敦 (明尼蘇達州)
赫曼敦（英語：Hermantown）是一個位於美國明尼蘇達州聖路易斯縣的城市。

## 人口
根據2020年美國人口普查的數據，赫曼敦的面積為89.05平方千米，當中陸地面積為89.00平方千米，而水域面積為0.05平方千米。當地共有人口10221人，而人口密度為每平方千米115人。